# Фролов, Александр Никитич
Александр Никитич Фролов (1830–1909) — русский художник-мозаичист, вольный общник и академик Императорской Академии художеств в Санкт-Петербурге.

## Биография
В 15-летнем возрасте был определён мастеровым на Императорский Стеклянный завод (1845). Художественное образование получил в Императорской Академии художеств. После окончания обучения (1856) был зачислен в состав художников императорского «Мозаического заведения» Академии художеств. Работал в мозаичных мастерских до 1891 года: младший художник-мозаичист (с 1861), старший художник-мозаичист (с 1863), смотритель смальт мозаического заведения (1865), художник-мозаичист второй степени (1866), первой степени (1867). Заведующий мозаическим заведением (1883—1890).
В 1890 году А. Н. Фролов вместе со старшим сыном А. А. Фроловым организовал собственную мастерскую мозаики. Технике обратного мозаичного набора Фролов учился с 1888 года в Венеции у Антонио Сальвиати.
Академией художеств, был удостоен званий: неклассного художника (1857), классного художника 3-й степени по исторической и портретной живописи (1865), классного художника 2-й степени (1866), классного художника 1-й степени (1867), академика (1872) и почётного вольного художника (1876). За воспроизводимый образ св. Екатерины на Московской политехнической выставке был награждён почетным дипломом 1-й степени и большой золотой медалью. За этот же образ на Венской Всемирной выставке в 1873 году получил бронзовую медаль.
Помимо этого образа, для Исаакиевского собора в Санкт-Петербурге он также выполнил мозаичные иконы: «Св. Мария Магдалина», фигуры Христа и воина в «Бичевании», голову евангелиста Марка, «Св. Владимир и Ольга» (с оригинала А. Е. Бейдемана).
В Храме Христа Спасителя в Москве под его непосредственным руководством были установлены все мозаичные орнаменты. Кроме того, для иконостаса храма Воскресения Христова в Санкт-Петербурге он выполнил два образа из мелкомодульной смальты Св. угодников Афонских.
Выполнял частные заказы для нидерландской королевы Анны Павловны — голова и руки ангела у гроба Господня, для часовни в Висбадене — голова Богоматери и Младенца Христа; для С. Г. Строганова — «Благовещение» (с оригинала Луиджи Рубио).
Одна из последних работ Фролова — мозаичный портрет императора Александра III.
Умер 23 февраля 1909 года в Санкт-Петербурге.
Основные произведения: «Вид из окрестностей Парижа» (1867); «Св. великомученица Екатерина» (Петербург, Исаакиевский собор, 1872); исполнил ряд мозаичных образов и фигуры в иконах для Исаакиевского собора; две иконы «Святых угодников на Афонской горе» для храма Христа Спасителя (Москва) и ряд мозаичных образов по частным заказам.
Награды: Большая золотая медаль Политехнической выставки в Москве (1872), бронзовая медаль и диплом Венской всемирной выставки (1873).
Сыновья: Александр (1861—1897) и Владимир (1874—1942). Оба художники-мозаичисты.

## Галерея
- Примеры работ А. Н. Фролова в Исаакиевском соборе Санкт-Петербурга
- Мозаика в приделе Св. Екатерины[5]
- Святые равноапостольные Владимир и Ольга[6]
- Евангелист Марк[7]
- Святые равноапостольные Константин и Елена[8]
- Мария Магдалина и Александра Римская[9]